# زمین‌لرزه ۱۹۹۶ اندونزی
زمین‌لرزه اندونزی  در تاریخ ۱ ژانویه ۱۹۹۶ میلادی، برابر با ‎۱۱ دی ۱۳۷۴، ساعت ۸:۰۵:۱۰ به زمان یوتی‌سی در اندونزی رخ داد. ژرفای این زلزله ۲۵٫۲ کیلومتر بود، و بزرگی آن ۷٫۹ در مقیاس Mw اعلام شده‌است. زمین‌لرزه به وقت محلی در روز دوشنبه، ساعت ۱۶ روی داده و منطقه زمانی آن یوتی‌سی +۸ بوده‌است .
سازمان زمین‌شناسی آمریکا نیز رومرکز این زمین‌لرزه را در مختصات ۰°۴۳′۴۴″شمالی ۱۱۹°۵۵′۵۲″شرقی / ۰٫۷۲۹°شمالی ۱۱۹٫۹۳۱°شرقی و ژرفای آنرا در ۲۴ کیلومتر گزارش کرده‌است. بزرگی برگزیدهٔ این سازمان از میان بزرگیهای محاسبه‌شدهٔ مختلف ۷٫۹ در مقیاس Mw بوده و از دید اثر، در میان چهار دسته‌بندی «نامحسوس»، «محسوس»، «زیان‌آور» یا «با تلفات»، زلزله را «با تلفات» اعلام کرده‌است.بیش از ۳۵۰ ساختمان در زمین‌لرزه آسیب دیده‌است.سونامی نیز در این زلزله گزارش شده‌است.
پروژهٔ «تنسور گشتاور مرکزوار» زاویه‌های (راستا، شیب، ریک) گسل سازندهٔ زمین‌لرزه و صفحه عمود بر آنرا (°۳۶، °۶، °۵۴) یا (°۲۵۲، °۸۵، °۹۴) و نوع گسل را «معکوس» فرارسانده‌است.
شمار کشتگان زلزله حدود ۸ نفر بوده‌است.تعداد زخمیان ۶۳ نفر برآورده شده‌است.بی‌خانمان شدگان نیز ۱۳۰۰۰ نفر اعلام شده‌است.